# Alexandre Courtès
Alexandre Courtès est un réalisateur français de cinéma et de clips. Il est en particulier l'un des réalisateurs du film Les Infidèles sorti en 2012. Il a réalisé de nombreux clips, notamment avec Martin Fougerol, sous le nom Alex & Martin.

## Biographie
Il étudie l'art graphique à l’ESAG Penninghen à Paris, se lance dans la réalisation de clips vidéos, et est rapidement remarqué par des artistes comme Jamiroquai, Franz Ferdinand, Kasabian, U2, The White Stripes, Kylie Minogue, Wolfmother. Son expérience en art le mène à réaliser les dessins présents dans le film Narco en 2004. Pour le cinéma, il réalise The Incident en 2011, ainsi que des segments du film à sketches Les Infidèles sorti en 2012.
Alexandre Courtès est membre du jury international au NIFFF 2012 (Festival International du Film Fantastique de Neuchâtel). Son film The Incident est à l'affiche du festival.

## Filmographie

### Cinéma
- 2011 : The Incident
- 2012 : Les Infidèles - segments "Bernard", "Thibault", "Simon" et "Les Infidèles Anonymes"

### Télévision
- 2015 : Au service de la France, saison 1 - 12 épisodes

### Clips vidéo

#### Coréalisés avec Martin Fougerol
- Cassius - "Cassius 99" (1999)
- Morgan - "Miss Parker"
- Phoenix - "If I Ever Feel Better" (2001)
- Air - "Radio Number 1" (2001)
- Noir Désir - "Le vent nous portera"
- Bran Van 3000 - "Love Cliché"
- Cassius & Jocelyn Brown - "I Am a Woman" (2002)
- Cassius & Steve Edwards - "The Sound of Violence" (2002)
- Jane's Addiction - "Just Because" (2003)
- The White Stripes - "Seven Nation Army" (2003)
- U2 - "Vertigo" (2004)
- U2 - "City of Blinding Lights" (2005)
- Kylie Minogue - "Giving You Up" (2005)
- Jamiroquai - "(Don't) Give Hate a Chance" (2005)
- Franz Ferdinand - "The Fallen" (2006)
- Wolfmother - "Woman" (2006)
- Hilary Duff - "Play with Fire" (2006)
- Kasabian - "Shoot the Runner" (2006)
- Calogero - "Le saut de l'ange" (2007)

#### En solo
- Snow Patrol - "Take Back the City" (2008)
- Kaiser Chiefs - "Good Days Bad Days" (2008)
- U2 - "Get on Your Boots" (2009)
- U2 - "Magnificent" (2009)
- Alice in Chains - "Check My Brain" (2009)
- Justice - "On'n'On" (2012)
- Sébastien Tellier - "Cochon Ville" (2012)
- Willy Moon - "Yeah Yeah" (2012)
- Jackson and His Computer Band - "Dead Living Things" (2013)
- Cassius - "Go Up" (2017)
- Justice - "Pleasure (Live)" (2017)
- Sean Paul - "Tip Pon It" (2018)
- Kavinsky - "Renegade" (2021)

### Publicité
Il a également produit la publicité One Million Eau my Gold. C'est une pub où l'on voit Hana Jirickova dans une coupe de champagne immense. Elle a été produite en 2014.